# Seraphim Bit-Kharibi
Seraphim Bit-Kharibi (Neo-Aramaico Urmiano: ܣܹܝܪܵܦܝܼܡ ܒܹܝܬ ܚܵܪܝܼܒ, romaniz.: Sērāpīm Bīt Xārīb) é um cantor assírio e esquema-arquimandrita da Igreja Ortodoxa Georgiana, sendo abade do Mosteiro dos Treze Padres Assírios. Padre Seraphim ficou famoso mundialmente graças as suas performances de músicas litúrgicas em siríaco e assírio, dois dialetos do aramaico. Ele também é tetracampeão de artes marciais na competição nacional georgiana, sendo faixa preta e 3º dã no taekwondo.

## Biografia
Natural de Tbilisi, Seraphim nasceu como Ichtyandr Bitbunov no dia 12 de julho de 1978, de pai assírio e mãe georgiana. Kharib, o seu avô por parte paterna, era sacerdote da Igreja Assíria do Oriente.
Enfrentou muitos problemas de saúde e acidentes durante a sua infância. Aos sete anos caiu em uma betoneira enquanto estava a brincar com seus amigos, o que deixou ferimentos em suas pernas e mãos. Seraphim apenas conseguiu andar novamente depois de dois anos, além de ter passado por 11 procedimentos cirúrgicos em uma das mãos.
Quando tinha 11 anos recebeu da sua mãe um evangelho infantil e, embora tivesse lido o livro várias vezes, só começaria a crer depois de adulto. Aos doze anos se mudou com seus pais para a Sibéria após seu pai receber uma oportunidade de emprego.
Em 2001, sua esposa, que na época era grávida de oito meses, estava gravemente doente e os médicos diziam que era impossível salvá-la. Seraphim tirou-a do hospital e a levou ao túmulo do santo georgiano Gabriel Urgebadze e, rezando, implorou pela vida de sua esposa e do bebê, prometendo a Urgebadze que se sua súplica fosse atendida ele largaria tudo para se tornar um monge. No dia seguinte sua esposa começou a se recuperar, mas Seraphim se esqueceu da promessa que fizera.
Posteriormente começou a praticar artes marciais. Decidiu abrir sua própria escola de esportes e encontrou oportunidades para isso na Ucrânia, em Kiev. Em 2008 chegou finalmente à Geórgia. Foi tetracampeão da Geórgia, adquirindo a faixa preta e segundo dã. Recebeu o terceiro dã somente depois de se tornar sacerdote.